# Senova X25
Senova (BAIC) X25 — субкомпактный кроссовер на базе хетчбэка Senova D20, производившийся с 2015 по 2019 год суббрендом Senova компании BAIC Motor.

## Описание
Senova X25 дебютировал в 2015 году в Чэнду. Ценовой диапазон варьировался от 55800 до 75800 юаней. В иерархии автомобиль расположен ниже Senova X35. Senova X25 оснащён 1,5-литровым рядным четырёхцилиндровым двигателем A151 мощностью 116 л. с. и крутящим моментом 148 Н·м в паре с пятиступенчатой механической трансмиссией с приводом на передние колёса. С 2016 года автомобиль опционально оснащался четырёхступенчатой автоматической трансмиссией.

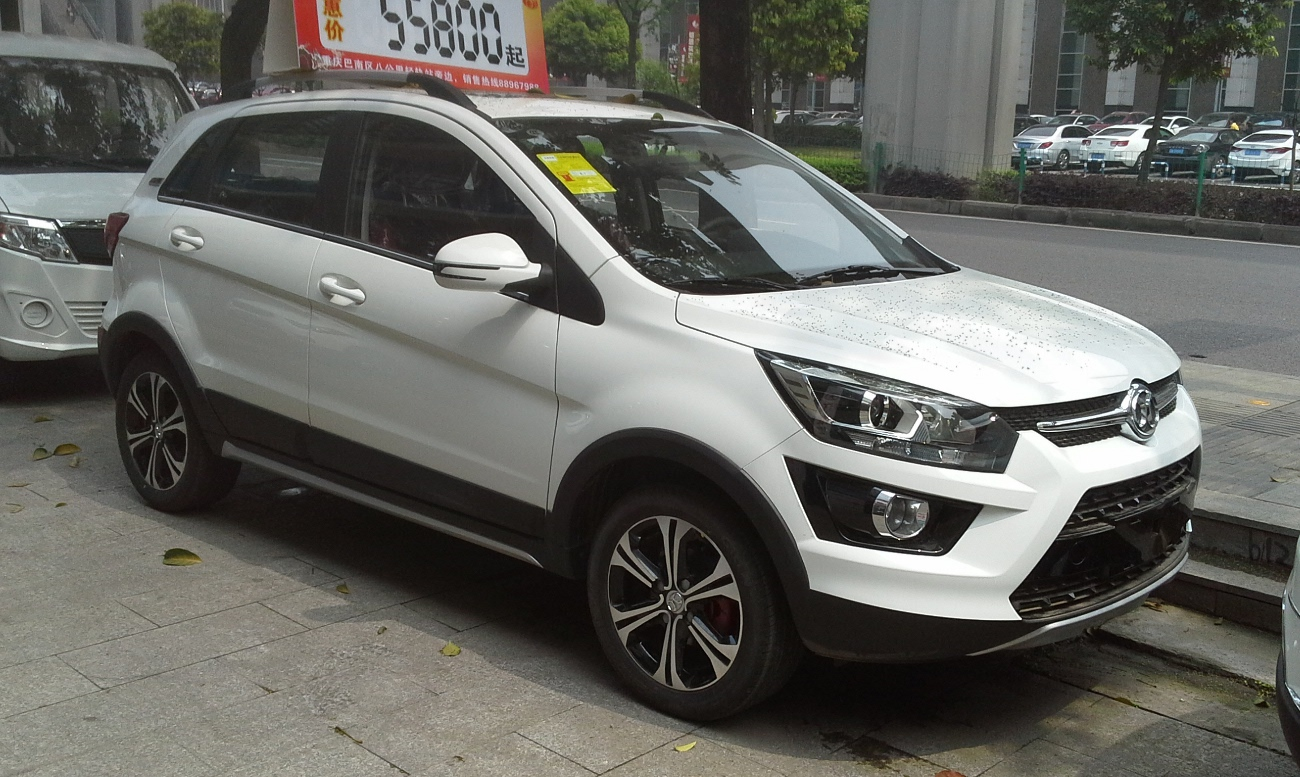
Вид спереди
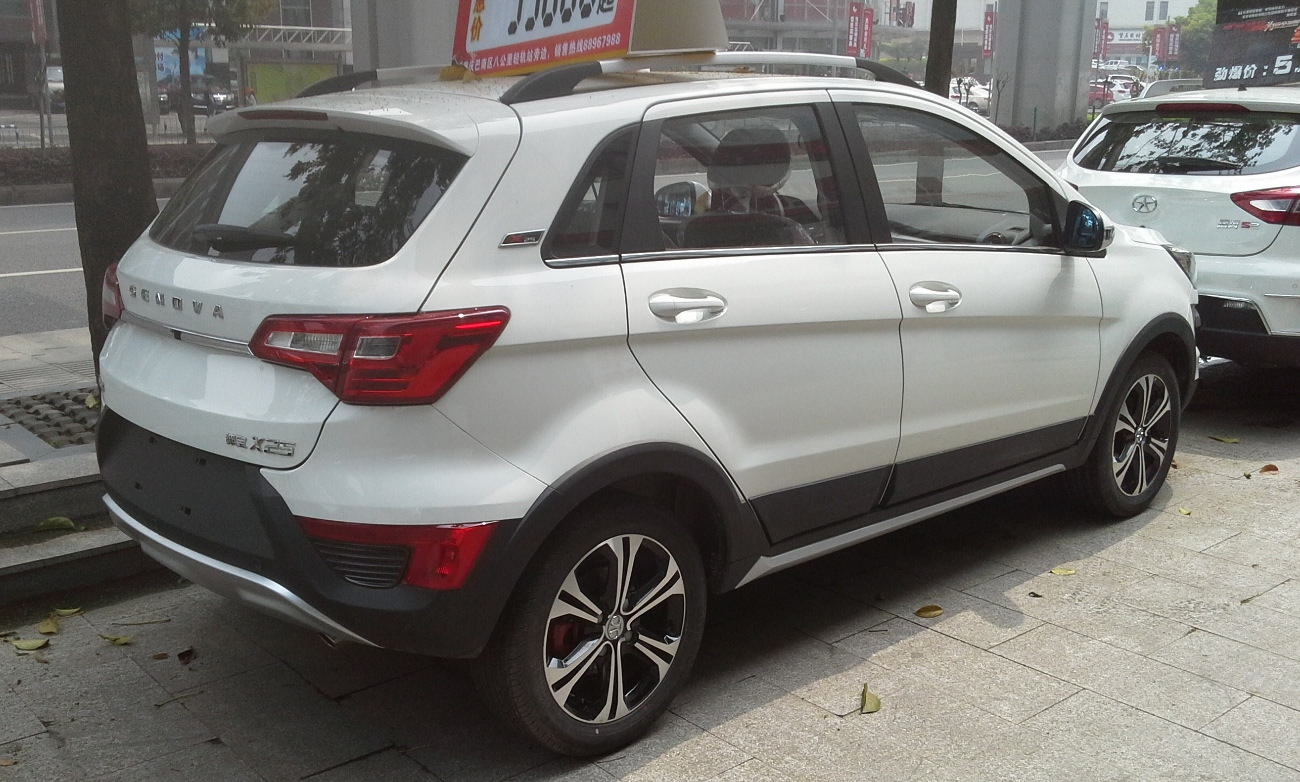
Вид сзади

## BJEV EX360
BJEV EX360 — NEV-версия Senova X25. Большая часть структуры унифицирована с Senova X25, однако единственными визуальными отличиями являются нежно-синие акценты. Максимальная скорость составляет 125 км/ч, а крутящий момент — 230 Н·м.

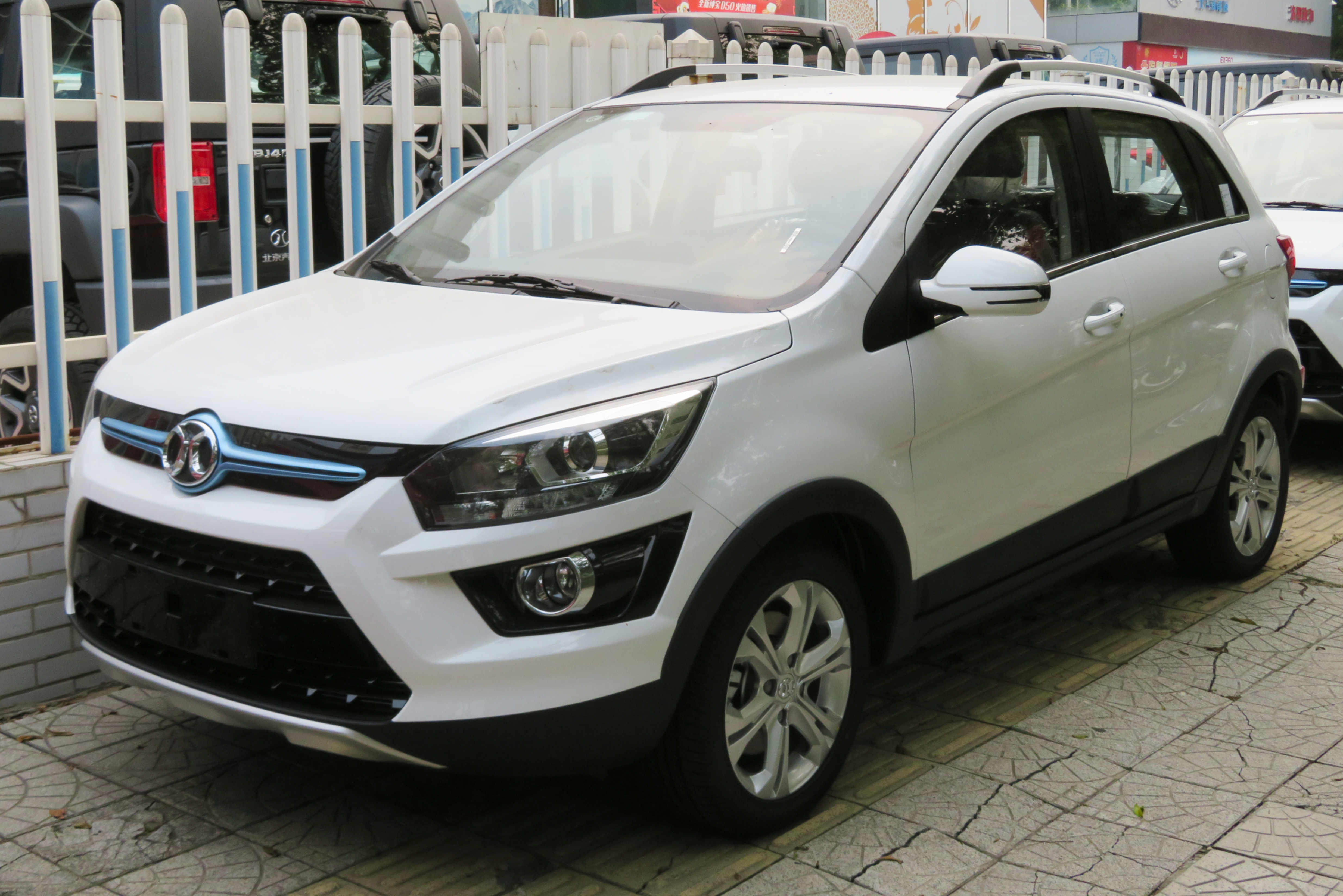
BJEV EX360

### BJEV EC5/Beijing EC5
BJEV EC5 (позднее — Beijing EC5) — рестайлинговый вариант EX360 NEV с изменёнными передней и задней частями. Дебютировал в 2019 году на Шанхайском автосалоне.

BJEV EX360 и EC5 оснащены электродвигателем мощностью 80 кВт (107 л. с.) и крутящим моментом 230 Н·м и аккумулятором ёмкостью 48,14 кВт·ч. Тестовый запас хода по циклу NEDC составляет 403 км. Поставки BJEV EC5 начались в июле 2019 года.

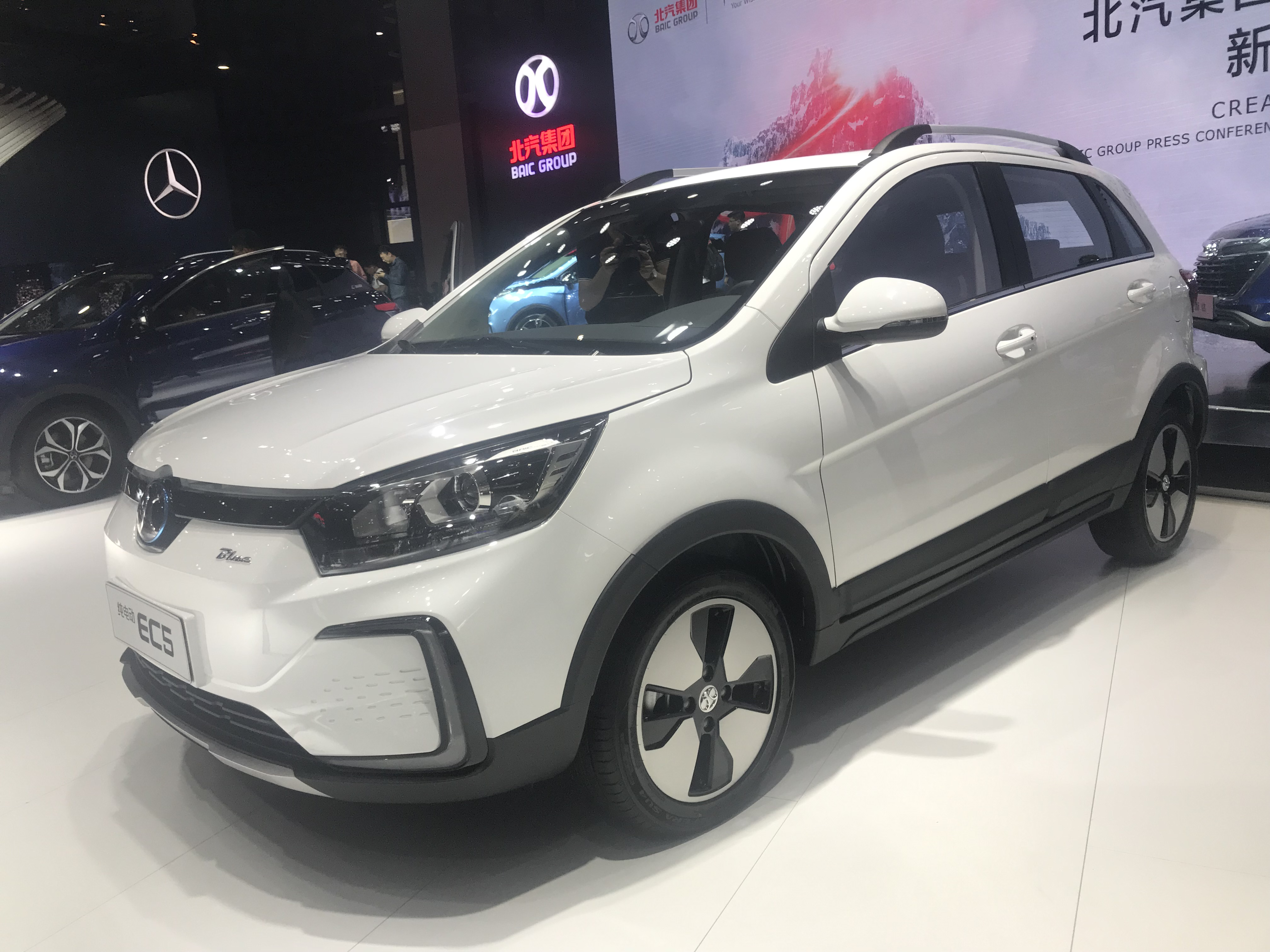
Вид спереди
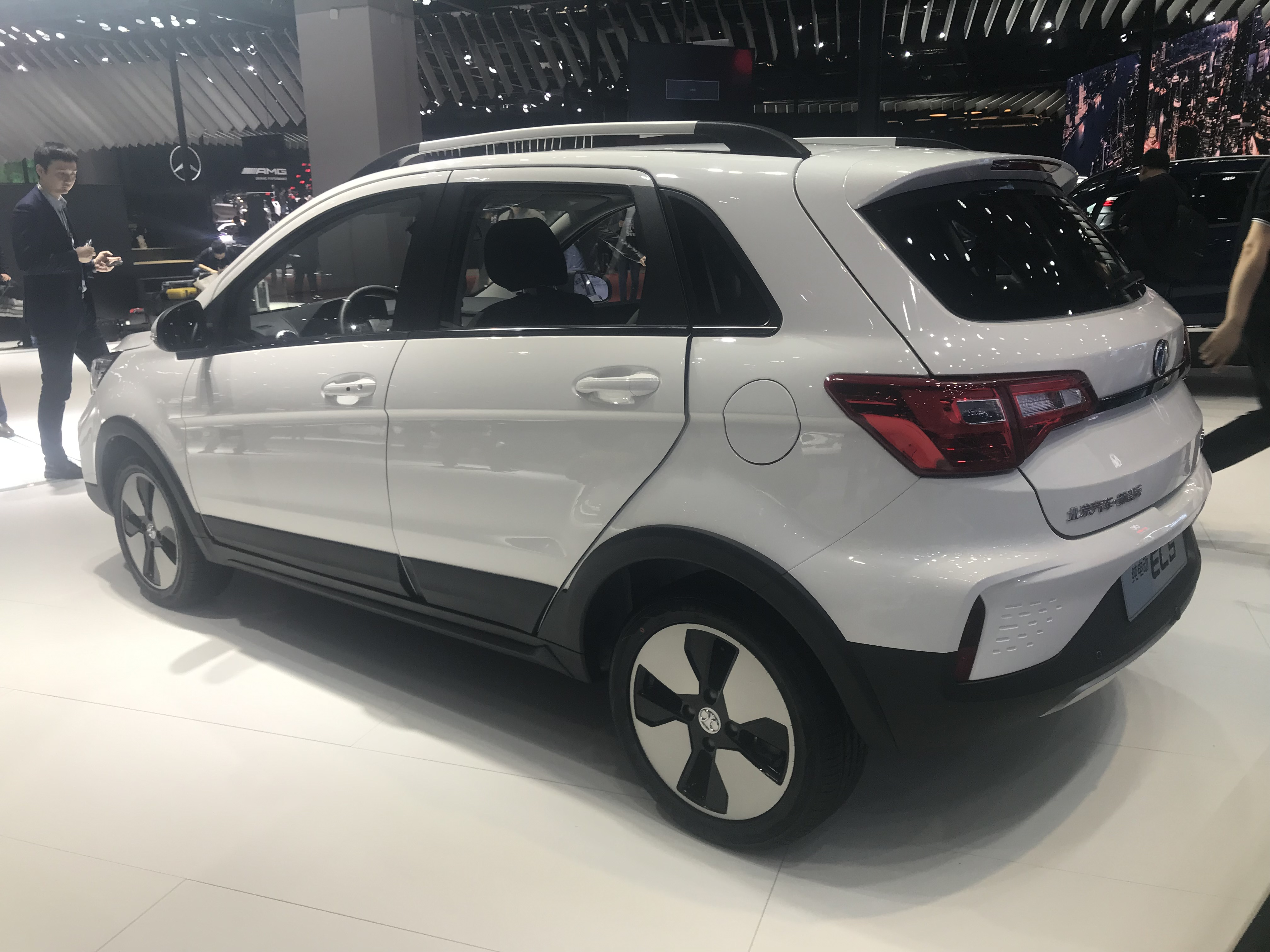
Вид сзади